# Up Till Dawn (On the Move)
Up Till Dawn (On the Move) is een nummer van het Nederlandse dj-duo Lucas & Steve uit 2017. De melodie van het nummer is gesampled van het nummer On the Move van Barthezz uit 2001.
Na Summer on You was "Up Till Dawn" het tweede Lucas & Steve-nummer die de Nederlandse Top 40 haalde, waar het de 2e positie haalde. In Vlaanderen bleef het nummer echter steken op een 43e positie in de Tipparade. Net als in "Summer on You", zoeken Lucas & Steve in "Up Till Dawn" meer de deephouse op dan dat ze in andere nummers deden. In 2017 stond het nummer op de hoogste positie in de Dance 15 van The X Vibe, een jaarlijkse hitlijst met de populairste dancenummers van het jaar.